# Застава Танзаније
Застава Танзаније је усвојена 30. јуна 1964. године. Настала је комбиновањем застава Тангањике и Занзибара.
Боје заставе су одређене од стране Одељка за планирање и приватизацију председничког кабинета Танзаније. Застава је црном траком са жутим порубом дијагонално подељена на два троугла зелене (горњи) и плаве (доњи) боје. Зелена боја је симбол вегетације у земљи, жута рудног богатства, црна домородачког Свахили народа, а плава бројних језера, река и Индијског океана.